# 美作勝山郵便局
美作勝山郵便局（みまさかかつやまゆうびんきょく）は、岡山県真庭市にある郵便局。民営化前の分類では集配特定郵便局であった。

## 概要
住所：〒717-8799 岡山県真庭市勝山367-6

## 沿革
- 1872年（明治5年）旧7月 - 真島（まじま）郵便取扱所として開設[1]。
- 1874年（明治7年） - 真島郵便役所となる。
- 1875年（明治8年）1月1日 - 真島郵便局（四等）となる。翌日より為替取扱を開始
- 1878年（明治11年）4月 - 高田（たかだ）郵便局に改称。
- 1879年（明治12年）2月 - 貯金取扱を開始。
- 1890年（明治23年）4月1日 - 勝山郵便局に改称。
- 1892年（明治25年）3月1日 - 勝山郵便電信局となる。
- 1903年（明治36年）4月1日 - 通信官署官制の施行に伴い勝山郵便局となる。
- 1950年（昭和25年）10月1日 - 特定郵便局から普通郵便局に局種別改定[2]、美作勝山郵便局に改称[3]。
- 1950年（昭和25年）11月16日 - 電気通信業務を、新設の美作勝山電報電話局に移管[4]。
- 1956年（昭和31年）10月1日 - 電話通話および和文電報受付事務の取扱を開始。
- 1968年（昭和43年）7月 - 局舎新築落成。
- 1998年（平成10年）7月1日 - 普通郵便局から特定郵便局へ局種別改定。
- 2006年（平成18年）9月11日 - 若代郵便局（〒719-34→〒717-0799→〒717-0741）から集配業務を移管[5]。
- 2007年（平成19年）3月5日 - ゆうゆう窓口を廃止。
- 2007年（平成19年）10月1日 - 民営化に伴い、併設された郵便事業新見支店美作勝山集配センターに一部業務を移管。
- 2012年（平成24年）10月1日 - 日本郵便株式会社発足に伴い、郵便事業新見支店美作勝山集配センターを美作勝山郵便局に統合。

## 取扱内容
- 郵便、印紙、ゆうパック、内容証明
- 貯金、為替、振替、振込、国債
- 生命保険、バイク自賠責保険
- ゆうちょ銀行ATM
- 郵便区番号「717」[6]「717-07」区域（真庭市内の一部地域）の集配業務

## 周辺
- 岡山県立勝山高等学校
- 勝山文化センター（ポンテホール）
- 岡山県美作県民局真庭地域事務所
- 岡山県真庭保健所
- 勝山簡易裁判所

## アクセス
- JR姫新線 中国勝山駅から徒歩約3分
- 中鉄バス 勝山中鉄バスセンター停留所、もしくは真庭市コミュニティバス（まにわくん） 中国勝山駅停留所下車
- 米子自動車道 久世ICから西へ約9km
- 国道181号（国道313号重複）沿い
- 駐車場あり：5台